# Pierre Failliot
Pour les articles homonymes, voir Failliot.
Pierre Failliot dit l'autobus, né le 25 février 1889 à Paris 4e et mort le 31 décembre 1935 à Paris 18e, est un athlète et joueur de rugby à XV français, licencié au Racing club de France. Il évolue au poste d’ailier.

## Biographie
Pierre Failliot est le fils d'Auguste Failliot (1851-1922), homme politique et industriel. 
Pierre Failliot découvre le rugby lors de ses études au lycée Janson-de-Sailly en 1906 avant d'être diplômé de l'École centrale Paris en 1913.  

### Carrière en rugby
Il joue en club au Stade français de 1906 à 1907 puis au Racing club de France. Il est vice-champion de France en 1912 aux côtés de Georges André et de Gaston Lane. Il est sélectionné huit fois en équipe de France, sa première sélection est contre l'équipe d'Écosse le 2 janvier 1911 au Stade de Colombes. À cette occasion il marque deux essais et permet à l'équipe de France de remporter son premier match international. Il dispute son dernier test match contre l'équipe du pays de Galles le 27 février 1913. Au total, il est l'auteur de cinq essais dans le Tournoi des Cinq Nations (record avant guerre), pour 8 sélections (dont 4 dans ce même tournoi) en équipe de France de 1911 à 1913. 
Pierre Failliot était un ailier rapide et puissant, pesant environ 90kg. Il était alors surnommé « l'autobus », en référence à son style de jeu alliant vitesse et puissance, profil rare dans le rugby de son époque. Promis à un grand avenir dans ce sport, considéré comme le premier phénomène du rugby français, sa carrière s'arrête au moment de la Première Guerre mondiale. 

### Carrière en athlétisme

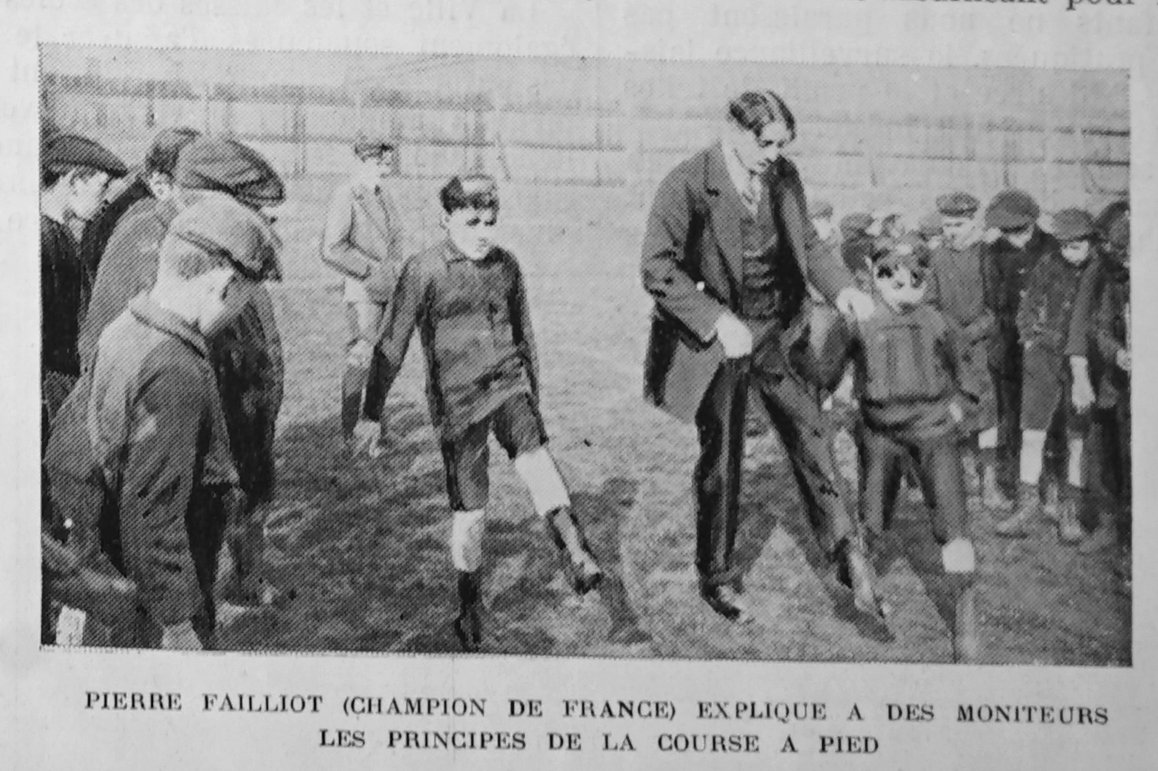
Pédagogue avec des enfants de Paris en 1913.

En parallèle de sa carrière de rugbyman, Pierre Failliot pratique l'athlétisme. En 1908, il bat le record de France du 400 mètres d'une seconde (49 s 0). Cette performance aurait dû lui permettre de participer aux Jeux Olympiques de Londres en 1908, avec des chances de médaille. Cependant, ses parents lui auraient interdit de se rendre à Londres pour ne pas compromette ses études. Un an plus tard, en 1909, il est sacré, le même jour, champion de France du 100, 200, 400 et 400 mètres haies. 
Il représente la France aux Jeux Olympiques de Stockholm de 1912, où il participe au 100m, 200m, 4x100m, décathlon, pentathlon, et lancer du poids et au 4x400m où il remporte la médaille d'argent. 

### Après carrière
Pendant la Première Guerre mondiale, il est affecté dans l'artillerie avec le grade de sous-lieutenant. Il termine la guerre avec le grade de capitaine et de nombreuses décorations et citations (légion d'honneur, croix de guerre, etc.).
Excellent joueur de pelote basque (Président du Comité de Paris, et de cette fédération), il est en outre coauteur du livre Les courses à pied et les concours athlétiques avec Louis Bonniot de Fleurac, tout en dirigeant une papeterie parisienne.
Pierre Failliot meurt brusquement le 31 décembre 1935 à Paris, il avait 46 ans. Selon ses vœux il est enterré quelques jours plus tard à Arches dans les Vosges.
Le challenge Pierre Failliot est l'autre nom de la coupe Nationale de rugby à XV, compétition disputée de 1937 à 1939 avec des équipes régionales.

## Palmarès

### Athlétisme
- Recordman de France du 200 m (détenteur du record de France en 22,8 s), 300 m (détenteur du record de France en 36,4 s), 400 m (détenteur du record de France avec 49 s en 1908, record qui tient 20 ans), 500 m (détenteur du record de France en 1 min 6,8 s), 110 m haies, 400 m haies
- meilleur mondial de 400 m haies en 1911, hauteur
- 13 fois champion de France de 1908 à 1912 (sur 100 m, 200 m, 400 m et 400 m haies, dont 4 titres simultanés en 1909).
- Vice-champion olympique au relais 4 × 400 m de 1912 ainsi qu'une participation au décathlon olympique la même année.

### Rugby à XV
- Vice-champion de France en 1912

## Statistiques enéquipe de France
- 8 sélections en équipe de France
- 5 essais (15 points)
- Sélections par année : 3 en 1911, 3 en 1912, 2 en 1913.